# Ольга Грецька
Ольга Грецька та Данська (грец. Όλγα της Ελλάδας και Δανίας); (11 червня 1903 — 16 жовтня 1997) — принцеса Греції та Данії з династії Глюксбургів, дочка грецького принца Миколая та російської княжни Олени Володимирівни, дружина принца Югославії Павла Карагеоргієвича.

## Біографія

### Дитинство та юність
Народилася 11 червня 1903 року в королівському палаці Татої неподалік Афін, первісткою в родині грецького принца Миколая та його дружини Олени Володимирівни, за дев'ять з половиною місяців після їхнього весілля. Країною в цей час правив її дід Георг I. Ім'я отримала на честь бабусі Ольги Костянтинівни. Невдовзі сім'я поповнилася двома молодшими дочкамиː Єлизаветою та Мариною.
Проживала родина у Миколаївському палаці в Афінах, який подарував російський цар Микола II своїй кузині Олені з нагоди її шлюбу у 1902 році. Будівля була дуже сучасною для свого часу, туди був проведений водопровід з холодною та гарячою водою. 

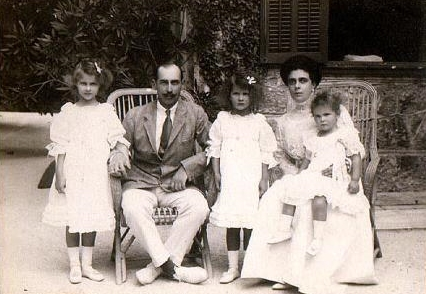
Ольга з батьками та сестрами

Ольга зростала у відносно простій обстановці та отримувала освіту під наглядом вчительки англійської мови міс Фокс.
Раз на рік вся сім'я їздила до Росії, де принцеса та її сестри мали змогу гратися з дочками Миколи II, що були у тому ж віці, що й вони. Так само вони перебували в Петербурзі, коли почалася Перша світова війна.
У червні 1917 року король Костянтин I був змушений зректися влади та виїхати з країни. Його молодший брат Миколай з родиною наслідували його приклад. Згодом до них долучилися інші аристократичні сім'ї Греції. Оселилися вони у швейцарському Санкт-Моріці, де невдовзі почали зазнавати фінансових труднощів.
У 1920 році відбулася реставрація Костянтина на престолі. Ольга з родиною отримали змогу повернутися на батьківщину. За два роки, однак, країна продовжувала знаходитись у стані глибокої кризи, і частина грецької армії знову почала вимагати зміни влади. Костянтин зрікся трону на користь сина Георга і 30 вересня відбув з Греції. Миколай із родиною супроводжував його. Так Ольга опинилася спочатку в Сан-Ремо, а згодом — у Парижі та Лондоні.
Ще до її від'їзду з Греції існували шлюбні плани щодо її союзу із кронпринцем Данії Фредеріком, який доводився дівчині троюрідним братом. Про заручини було оголошено якраз у 1922 році. Проте, незграбність данця, який узяв за руку не Ольгу, а її сестру, на офіційному представленні молодої пари перед афінським натовпом, дуже засмутила дівчину, що відчула себе приниженою. Невдовзі після цього Ольга відправила йому обручку назад та розірвала заручини.
Після переїзду до Англії пресу дуже цікавили особисті симпатії грецької принцеси, оскільки чутки пов'язували їх із самим принцом Уельським. Достеменно дізнатися нічого не вдалося і плітки про роман скоро ущухли. Часто буваючи в світі, Ольга на одному з балів леді Зії Вернер познайомилася зі своїм кузеном Павлом Карагеоргієвичем. Краса Ольги вразила юнака. Всі три сестри вважалися першими красунями свого часу, найстаршу ж описували як витончену, романтичну та тендітну. Принц Сербії відразу забажав здобути прихильність прекрасної гречанки, однак вона досить байдуже спілкувалася з кузеном. Вони продовжували зустрічатися у світі, у тому числі й у Букінгемському палаці, і Павлу вдалося досягти мети.

### Шлюб
Про їхні заручини було оголошено в Букінгемському палаці 26 липня 1923 року. Посаг нареченої куплявся у Парижі. Саме весілля відбулося на батьківщині нареченого, у Белграді. Вінчання відбулося 22 жовтня 1923-го.  Нареченій виповнилося 20 років, нареченому минуло 30. Медовий місяць пара провела у Венеції, Пратоліно та Римі.
Ставши принцесою Сербії, Ольга почала вивчати сербохорватську мову й швидко почала нею розмовляти, хоч і з сильним грецьким акцентом. Проживала пара у Білому дворі в Белграді, віллі на Румунській вулиці та котеджі в долині Бохінь. Ольга мала змогу розпоряджатися величезним багатством, що дісталося її чоловіку від материнської лінії. Але, звикнувши до нового життя, вона почала знаходити його нудним та одноманітним. Її відносини з королем Александром та його дружиною також не були приязними. Тим не менш, принцесу часто навідували сестри та інші члени родини.
За десять місяців після весілля вона народила сина, якого нарекли Александром. Всього ж у подружжя народилося троє дітей. Ольга витрачала багато часу на догляд за дітьми, Павло присвячував  дозвілля збору художніх колекцій.

### Перша леді
9 жовтня 1934 року короля Александра I було вбито під час його офіційно
го візиту до Марселю. Спадкоємець Петро мав 11 років, і для керування королівством була створена регентська рада, яку очолив Павло Карагеоргієвич. Не зважаючи на те, що ніколи не прагнув до політичної влади, чоловік Ольги не мав вибору, окрім взяти на себе обов'язки голови держави. Сама вона у певному сенсі стала «першою леді» країни.
Разом з чоловіком  брала участь у кількох офіційних закордонних візитах, зустрічалася з диктаторами Беніто Муссоліні та Адольфом Гітлером у Римі та Берліні у 1939 році. У напруженій ситуації кінця 30-х, Павло, хоча й був англофілом, поступово схилявся до союзу із країнами Осі.
У березні 1941 він виступив за вступ Югославії до Троїстого пакту. За два дні військовий переворот, який підтримали широкі верстви населення, відсторонив принца від влади.

### У вигнанні
Павла, Ольгу та дітей заарештували та передали англійцям, які депортували їх до Греції, а звідти — до Єгипту. Певний час їх утримували в Каїрі, після чого доправили до Кенії, в район озера Найваша і, нарешті, до Південно-Африканської республіки, де вже знаходилися кілька членів грецької королівської родини.
Тим часом, зміни у зовнішній політиці Югославії призвели до відкритої війни з Гітлером, бомбардування Белграду та вторгнення німців до королівства. Підозрювані у симпатіях до нацистського режиму, Ольга та її родина були поміщені під домашній арешт. Їм не дозволяли повернутися до Європи аж до 1948 року. Виключення було зроблено для самої Ольги, що нетривалий час у 1942 року перебувала на території Великої Британії, підтримуючи сестру Марину після загибелі чоловіка.
У 1947-му у Йоханнесбургу їх навідали король Георг VI із королевою Єлизаветою. Після цього сім'я здобула дозвіл на виїзд та отримала нові документи. Югославія вже була перетворена на республіку, в якій був впроваджений комуністичний режим, тож Карагеоргієвичі оселилися в Швейцарії, прибувши до Женеви в кінці жовтня, а згодом перебралися до Парижа. Вони часто навідували Лондон та Флоренцію, де Павло мав резиденцію. А у Тоскані жила ще й кузина Ольги Єлена Румунська.
У 1954 році в автомобільній аварії поблизу Лондона загинув їхній молодший син, а 1957-го в Афінах пішла з життя матір Ольги.
14 вересня 1976 не стало Павла Карагеоргієвича. Після смерті чоловіка Ольга все частіше навідувала Велику Британію. Там вона набула репутації вимогливого гостя.
З часом її здоров'я погіршувалося.  Тим не менш, вона продовжувала відвідувати головні заходи європейської еліти. Так, вона була присутньою на весіллях кронпринца Александра Карагеоргієвича у 1972, Майкла Кентського в 1978, Чарльза Уельського в 1981. На вінчанні Александра Карагеоргієвича вона супроводжувала його до вівтаря, оскільки його мати й бабуся не змогли бути присутніми на церемонії через стан здоров'я.
В останні роки страждала від хвороби Альцгеймера, тривалий час лікувалася в шпиталі міста Медон.
16 жовтня 1997 принцеса Ольга пішла з життя у віці 94 років у Парижі. Її поховали поруч із чоловіком в родинному мавзолеї на цвинтарі Буа-де-Во в Лозанні, Швейцарія.
28 вересня 2012 прах Ольги, її чоловіка та сина було ексгумовано та перевезено до Белграду. 4 жовтня останки були урочисто перенесені до столичного Катедрального собору святого Михайла під звуки державного гімну. Опівдні 6 жовтня їх було перепоховано у некрополі Карагеоргієвичей у Тополі у Шумадійському окрузі Сербії.
Реабілітована у 2013 році рішенням вищого суду в Белграді.

## Родина

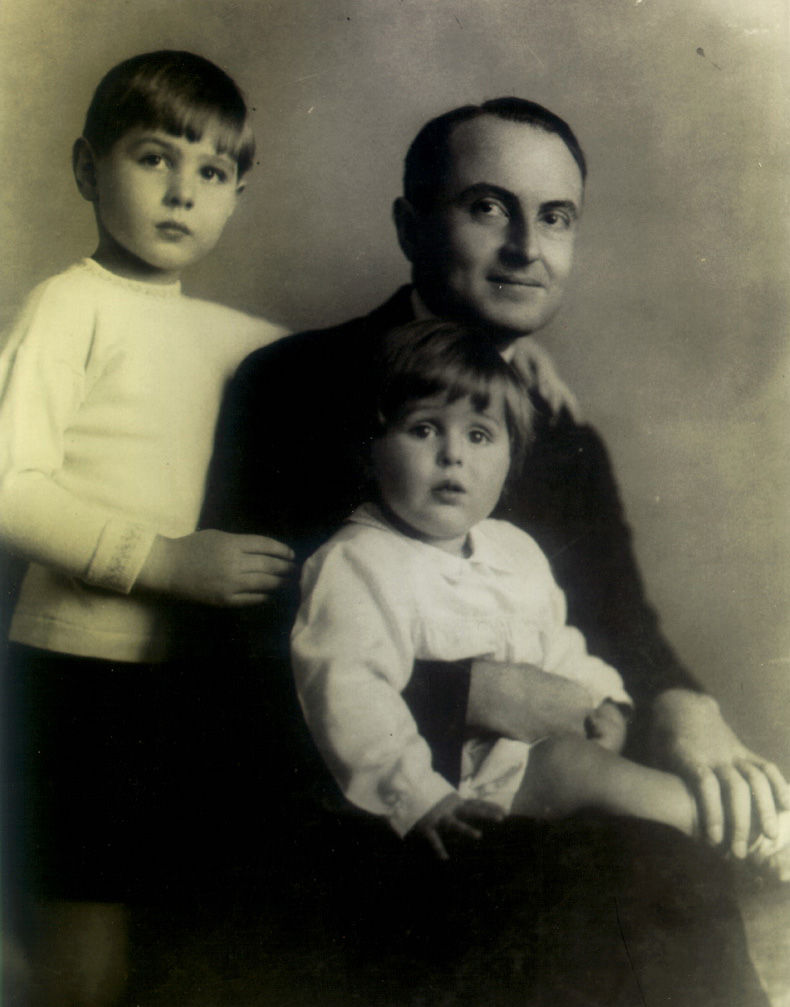
Павло з синами

Чоловік — Павло Карагеоргієвич
Дітиː
- Александр (1924—2016) — був одруженим з Марією Пією Савойською, згодом — із Барбарою Ліхтенштейнською, мав п'ятьох дітей від обох шлюбів;
- Микола (1928—1954) — загинув у молодому віці, одруженим не був, дітей не мав;
- Єлизавета (нар.1936) — була тричі одружена, має трьох дітей.

## Нагороди
- Великий хрест Королівського династичного ордену Святих Ольги та Софії;
- Великий хрест ордену Святого Сави.

## Титули
- 11 червня 1903 — 22 жовтня 1923 — Її Королівська Високість Принцеса Ольга Грецька та Данська
- 22 жовтня 1923 — 16 жовтня 1997 — Її Королівська Високість Принцеса Ольга Карагеоргієвич (у Югославії)
- 22 жовтня 1923 — січень 1929 — Її Королівська Високість Принцеса Ольга Сербська (у світі)
- січень 1929 — 16 жовтня 1997 — Її Королівська Високість Принцеса Ольга Югославська (у світі).

Після весілля принцеса Ольга використовувала власний предикат Її Королівська Високість, а не у відповідності із сербським порядком двору, оскільки її чоловік від народження мав право лише на предикат Високість і зміг титулуватися як Його Королівська Високість лише від квітня 1930 року відповідно внесених змін.